# Улан-Удэнская агломерация
Ула́н-Удэ́нская агломера́ция (бур. Улаан Yдын агломераци) — моноцентрическая городская агломерация, сложившаяся вокруг города Улан-Удэ — столицы Республики Бурятия (Восточная Сибирь, Россия).
Площадь территории — 28 407,44 км². Население — 607 145 человек (2024).

## Состав
Агломерация включает городской округ Улан-Удэ и 4 муниципальных района республики: Заиграевский, Иволгинский, Прибайкальский и Тарбагатайский.

## География
По территории агломерации проходят Транссибирская железнодорожная магистраль и федеральная автомагистраль «Байкал», протекают реки Селенга, Уда и др. На северо-западе, в Прибайкальском районе, агломерация имеет выход к озеру Байкал.

## Население
| МО                       | Площадь, км² | Население, чел. (2024) |
| ------------------------ | ------------ | ---------------------- |
| Городской округ Улан-Удэ | 365,71       | 435 751                |
| Заиграевский район       | 6602,42      | 50 607                 |
| Иволгинский район        | 2662,94      | 69 756                 |
| Прибайкальский район     | 15 472,34    | 23 701                 |
| Тарбагатайский район     | 3304,03      | 27 330                 |
| Итого                    | 28 407,44    | 607 145                |

### Крупнейшие населённые пункты
- Улан-Удэ — 435 751[3] чел. (2024)
- Поселье — 15 603[4] чел. (2021)
- Сотниково — 10 871[4] чел. (2021)
- Нижний Саянтуй — 10 580[4] чел. (2021)
- Онохой — 9176[1] чел. (2024)
- Иволгинск — 7994[4] чел. (2021)

### Национальный состав
- 2010 год:

- Русские — 346 654 чел. (65,99 %)
- Буряты — 160 017 чел. (30,46 %)
- Татары — 3 056 чел. (0,58 %)

- 2020 год:

- Русские — 336 811 чел. (62,28 %)
- Буряты — 187 265 чел. (34,63 %)
- Татары — 1 941 чел. (0,35 %)